# Ivić Pašalić
Ivić Pašalić (* 3. November 1960 in Šuica, Jugoslawien) ist ein ehemaliger kroatischer Politiker.

## Leben
Nach dem Studium der Medizin an der Universität Zagreb arbeitete Pašalić als Arzt in Ivanec und Zagreb. 1989/1990 gehörte er zu den Gründern der lokalen Organisationen der Hrvatska demokratska zajednica („Kroatische Demokratische Union“) in Varaždin und Ivanec. Er stieg schnell zum Generalsekretär der Partei auf. Hinzu kam seine Rolle als innenpolitischer Berater des kroatischen Präsidenten Franjo Tuđman. So konnte er durch seine Machtposition staatliche Institutionen unter HDZ-Einfluss formieren. Dies verbarg Pašalić auch nicht und äußerte frei: „Das Gerichtswesen hat die nationalen Angelegenheiten zu unterstützen“. Die FAZ nannte ihn einen „Ultranationalisten“, die NZZ einen „begnadeten Populisten am rechten Rand der HDZ“.
Nach Tuđmans Tod und der Niederlage der HDZ bei den Parlamentswahlen 2000 kam es zu einem offenen Schlagabtausch um die Parteiführung zwischen dem neuen HDZ-Vorsitzenden Ivo Sanader und Ivić Pašalić. Nach dem heftigsten innerparteilichen Streit seit der Unabhängigkeit Kroatiens 1995 setzte sich letztendlich Sanader mit Unterstützung u. a. von Branimir Glavaš durch.
Nachdem Pašalić Sanader illegale Mittel bei den Wahlen zum Parteivorsitzenden vorwarf, was sich jedoch nicht bestätigte, gründete Pašalić den Hrvatski pravaški blok (Kroatischer Block). Nachdem jedoch klar wurde, dass diese Partei lange nicht so beliebt sein würde wie die HDZ, wendeten sich die meisten Anhänger wieder ersterer zu und der HB blieb ohne Sitz im Parlament.
Pašalić kandidierte für die Präsidentschaftswahlen 2005 und kam auf den siebten Platz.

## Nutznießer eines Hypo-Skandals
Laut derStandard.at soll Ivić Pašalić im September 2003 mit Hypo-Geld rund 1,4 Millionen Quadratmeter Weideland in Simuni auf der Insel Pag um 4,37 Millionen Euro erworben haben, das er acht Wochen später um 37,2 Millionen Euro an die Hypo Consultants Liechtenstein, eine Tochter der Hypo-Bank, veräußert hätte.